# Bjørn Arne Nyland
Bjørn Arne Nyland (* 8. Oktober 1962 in Lørenskog) ist ein ehemaliger norwegischer Eisschnellläufer.

## Werdegang
Nyland, der für den SK Ceres aus Lillestrøm startete, wurde im Jahr 1987 norwegischer Meister über 1500 m sowie im Großen Vierkampf und wurde zudem bei norwegischen Meisterschaften einmal Dritter sowie viermal Zweiter. Bei norwegischen Juniorenmeisterschaften siegte er fünfmal und trat international erstmals bei Juniorenweltmeisterschaften 1980 in Assen in Erscheinung, wobei er den vierten Platz im Kleinen Vierkampf errang. Im folgenden Jahr holte er bei den Juniorenweltmeisterschaften in Elverum die Goldmedaille im Kleinen Vierkampf. In der Saison 1982/83 gewann er bei einem internationalen Wettbewerb in Inzell im Großen Vierkampf und lief bei der Mehrkampfweltmeisterschaft 1983 in Oslo auf den siebten Platz m Großen Vierkampf. Außerdem holte er bei der Mehrkampfeuropameisterschaft 1983 in Den Haag die Bronzemedaille im Großen Vierkampf. Nach Platz 18 im Großen Vierkampf bei der Mehrkampfeuropameisterschaft 1984 in Larvik zu Beginn der Saison 1983/84, belegte er bei den Olympischen Winterspielen 1984 in Sarajevo den 19. Platz über 1500 m, den 13. Rang über 10.000 m sowie den siebten Platz über 5000 m und bei der Mehrkampfweltmeisterschaft 1984 in Göteborg den 18. Rang im Großen Vierkampf. 
Zu Beginn der Saison 1985/86 startete Nyland in Trondheim erstmals im Eisschnelllauf-Weltcup und errang dabei den 11. Platz über 1500 m. Im weiteren Saisonverlauf erreichte er mit zwei vierten Plätzen über diese Distanz seine beste Platzierung im Weltcup und zum Saisonende mit dem neunten Platz in der Gesamtwertung über 1500 m sein bestes Gesamtergebnis. Bei der Mehrkampfeuropameisterschaft 1986 in Oslo kam er auf den 13. Platz und bei der Mehrkampfweltmeisterschaft 1986 in Inzell auf den 21. Rang im Großen Vierkampf. In der folgenden Saison wiederholte er mit fünf Top-Zehn-Platzierungen über 1500 m, darunter zwei vierte Plätze den neunten Platz in der Gesamtwertung über 1500 m und belegte bei der Mehrkampfeuropameisterschaft 1987 in Trondheim den 19. Platz sowie bei der Mehrkampfweltmeisterschaft 1987 in Heerenveen den 21. Rang im Großen Vierkampf. Letztmals international startete er im Januar 1988 beim Weltcup in Davos, wo er den 18. Platz über 1500 m errang.

## Erfolge

### Olympische Spiele
- 1984 Sarajevo: 7. Platz 5000 m, 13. Platz 10.000 m, 19. Platz 1500 m

### Mehrkampf-Weltmeisterschaften
- 1983 Oslo: 7. Platz Großer Vierkampf
- 1984 Göteborg: 18. Platz Großer Vierkampf
- 1986 Inzell: 21. Platz Großer Vierkampf
- 1987 Heerenveen: 21. Platz Großer Vierkampf

### Mehrkampf-Europameisterschaften
- 1983 Den Haag: 3. Platz Großer Vierkampf
- 1984 Larvik: 18. Platz Großer Vierkampf
- 1986 Oslo: 13. Platz Großer Vierkampf
- 1987 Trondheim: 19. Platz Großer Vierkampf

## Persönliche Bestleistungen
| Disziplin | Zeit         | Datum           | Ort        |
| --------- | ------------ | --------------- | ---------- |
| 500 m     | 38,20 s      | 18. Januar 1983 | Davos      |
| 1000 m    | 1:15,92 min  | 20. März 1987   | Heerenveen |
| 1500 m    | 1:56,08 min  | 17. Januar 1987 | Davos      |
| 3000 m    | 4:07,90 min  | 22. Januar 1983 | Davos      |
| 5000 m    | 6:58,31 min  | 17. März 1983   | Almaty     |
| 10.000 m  | 14:39,72 min | 5. März 1983    | Inzell     |